# Cristobalit

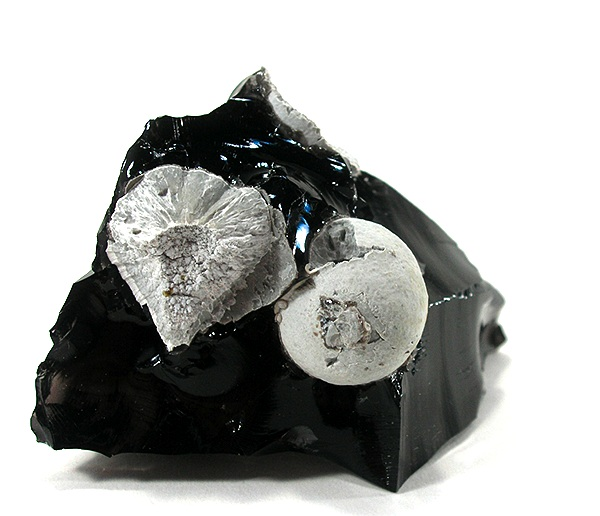
Cristobalit na kusu obsidiánu

Minerál Cristobalit je vysokoteplotní forma oxidu křemičitého SiO2, naproti tomu tridymit je nízkoteplotní modifikace SiO2. Na Zemi se s těmito minerály setkáváme zřídka. Jejich krystaly jsou téměř totožné s krystaly křemene.
Poprvé cristobalit popsal Gerhard vom Rath v roce 1884. Jméno je odvozeno od lokality v okolí San Cristóbal (Chiapas, Mexiko).